# 西牧未央
西牧未央（日语：／ Nishimaki Mio，1987年7月17日—），大阪府出身，日本女子摔跤运动员。她曾代表日本参加世界摔跤锦标赛，获得二枚金牌。她也曾参加2010年亚洲运动会。